# Stanisław Buczek
Stanisław Marek Buczek, ps. „Marek”, „Ksiądz”, „Zawód” (ur. 25 kwietnia 1904 w Posadzie Olchowskiej, zm. 12 października 1979 w Sanoku) – polski duchowny rzymskokatolicki, podczas II wojny światowej kapelan struktur konspiracyjnych, w okresie PRL działacz społeczny i polityczny.

## Życiorys
Urodził się 25 kwietnia 1904 w Posadzie Olchowskiej, w rodzinie Władysława (1874–1951), kierownika warsztatów w fabryce maszyn i wagonów w Sanoku, i Amalii ze Stępkowskich. Jego bratem był por. dr Leon Buczek (1910–1999), instruktor 1 Samodzielnej Brygady Spadochronowej. Wraz z rodziną zamieszkiwał przy ulicy Kolejowej 437A w Sanoku.
Uczył się w Państwowym Gimnazjum Męskim im. Królowej Zofii w Sanoku, w którym zdał egzamin dojrzałości 18 maja 1926 w trakcie przewrotu majowego (w jego klasie byli m.in. Ludwik Bar, Mikołaj Deńko, Bronisław Kocyłowski, Marian Strzelbicki). Należał do Organizacji Młodzieży Towarzystwa Uniwersytetu Robotniczego (OMTUR).
Podjął studia na uczelniach w Krakowie i Poznaniu, a od 1930 kształcił się w Seminarium Duchownym w Przemyślu. Ukończył studia teologiczne. 23 czerwca 1935 otrzymał sakrament święceń kapłańskich. W ostatnich latach istnienia II Rzeczypospolitej posługiwał jako wikariusz od 1935 do maja 1936 w Parafii św. Andrzeja Apostoła w  Zgłobniu, do listopada 1936 w Medenicach, od końca 1936 do lata 1938 w Szebniach, do stycznia 1939 w Parafii św. Mikołaja Biskupa w Pruchniku, od stycznia 1939 do lipca 1939 w Parafii św. Michała Archanioła w Zarzeczu, skąd latem 1939 został przeniesiony do Borysławia. Przed 1939 należał do Towarzystwa Uniwersytetu Robotniczego i do organizacji „Orka”.
W Borysławiu przebywał nadal jeszcze po wybuchu II wojny światowej do końca października 1939. Po nastaniu okupacji niemieckiej ziem polskich zamieszkał w Sanoku. Wówczas zaangażował się w działalność konspiracyjną. W grudniu 1939 wstąpił do Związku Walki Zbrojnej. Działając w ramach Obwodu ZWZ Sanok był organizatorem pierwszego szlaku przerzutowego (kurierskiego) do Węgier (trasa Sanok-Niebieszczany-Poraż-Baligród-Żubracze-Kalnica-Cisna-Użhorod, od lipca działał w linii łączności zagranicznej pod kryptonimem „Bronisława”, od listopada 1940 działał w Jedliczu (linia Bóbrka-Wietrzno) (w tym okresie tj. od października 1940 do czerwca 1941 był wikariuszem w Jedliczu). Trasy kurierskie ks. Buczka i inna (organizowana przez Józefa Reca) działały w podporządkowaniu inż. Stanisławowi Szczepańcowi na zlecenie Komitetu Porozumiewawczego. Był członkiem sekcji funkcjonującej w sanockim więzieniu gestapo. Pełnił funkcję kapelana partyzantów i żołnierzy Armii Krajowej na ziemi sanockiej. Współdziałał również z działem „Zagrodą”, tj. działem Łączności Zagranicznej Oddziału V Komendy Głównej Armii Krajowej. Był też kapelanem Armii Ludowej. Posługiwał się pseudonimami „Marek”, „Ksiądz”, „Zawód”. Pełnił funkcję wikariusza w Jedliczach od października 1940 do czerwca 1941. W okresie od 1941 do 1944 był poszukiwany przez Niemców. Wobec zagrożenia aresztowaniem ukrywając się funkcjonował jako gajowy we wsiach Wietrzno, Pantalowice, Szklary, Rudawiec, Gwoźnica.
Od maja 1944 pracował w kościele w Baryczy, a po zakończeniu wojny od 5 września 1947 sprawował funkcję administratora miejscowej parafii św. Józefa. Po urlopie, w 1947 został mianowany administratorem w Baryczy. Był długoletnim proboszczem w Baryczy do 1 lutego 1965. Zamieszkiwał tam pod numerem 224. W okresie PRL udzielał się w działalności społecznej i charytatywnej. Od 1944 do 1964 działał w punkcie sanitarnym w Baryczy PCK z siedzibą w Brzozowie. Od 1945 do 1948 był członkiem Powiatowego Komitetu PPS w Sanoku. 15 maja 1945 założyciel koła PPS w Baryczy. W 1947 propagator i współzałożyciel ORMO i OSP w Baryczy. Od 1947 do 1952 był w kierownictwie punktu opieki nad matką i dzieckiem. Działał w ramach rad narodowych, od 1947 był radnym gminy zbiorowej Domaradz, radnym Powiatowej Rady Narodowej w Brzozowie. Zasiadał w Okręgowej Komisji Wyborczej w Rzeszowie oraz w Powiatowej Komisji Wyborczej w Brzozowie. Działał w strukturach Frontu Jedności Narodu na szczeblu wojewódzkim i krajowym, w 1963 był członkiem Wojewódzkiego Komitetu FJN w Rzeszowie. Należał do „Caritasu”, pełnił funkcję prezesa tej organizacji w okręgu rzeszowskim, był wiceprzewodniczącym koła księży tej organizacji. Należał też do LOK, a w 1962 do Kółka Rolniczego. Był członkiem Komitetu Obrońców Pokoju.
Po odejściu z Baryczy przeszedł na emeryturę i w 1965 zamieszkał w rodzinnym Sanoku, nie pełniąc już funkcji kapłańskich. Jako kapelan Generalnego Dziekanatu ludowego Wojska Polskiego dosłużył stopnia podpułkownika. Należał do Związku Bojowników o Wolność i Demokrację, 6 lutego 1966 wybrany członkiem zarządu oddziału (powiatowego) ZBoWiD w Sanoku, w tym samym roku został prelegentem tej organizacji, 20 października 1968 wybrany zastępcą przewodniczącego zarządu oddziału (późniejszego koła) ZBoWiD w Sanoku, 13 września 1970 powołany na przewodniczącego komisji weryfikacyjnej, 23 maja 1971 ponownie wybrany wiceprezesem oddziału i pełnił funkcję do 1973, 21 października 1973 wybrany członkiem zarządu oddziału miejskiego (działającego od 1 stycznia 1973 wskutek przekształcenia oddziału powiatowego na podstawie zmian administracyjnych) oraz przewodniczącym zespołu weryfikacyjnego. Działał we władzach wojewódzkich tej organizacji, 22 marca 1970 został wybrany do władz Okręgu ZBoWiD w Rzeszowie. został jednym z 41 delegatów z województwa rzeszowskiego na IV Kongres ZBoWiD w dniach 19-20 września 1969 w Warszawie, 3 marca 1974 został wybrany na członka zarządu okręgu w Rzeszowie i otrzymał mandat na V Kongres ogólnopolski organizacji w dniach 8-9 maja 1974 w Warszawie. Po kolejnej reorganizacji struktur ZBoWiD w 1975 został członkiem zarządu wojewódzkiego w Krośnie. Pod koniec życia był bezpartyjny.
Do ostatnich dni zamieszkiwał w Sanoku przy ulicy Myśliwskiej 2 na obszarze parafii Podwyższenia Krzyża Świętego ojców Franciszkanów.
Zmarł 12 października 1979 w Sanoku, pochowany 16 października 1979 w grobowcu rodzinnym na cmentarzu przy ul. Jana Matejki. 

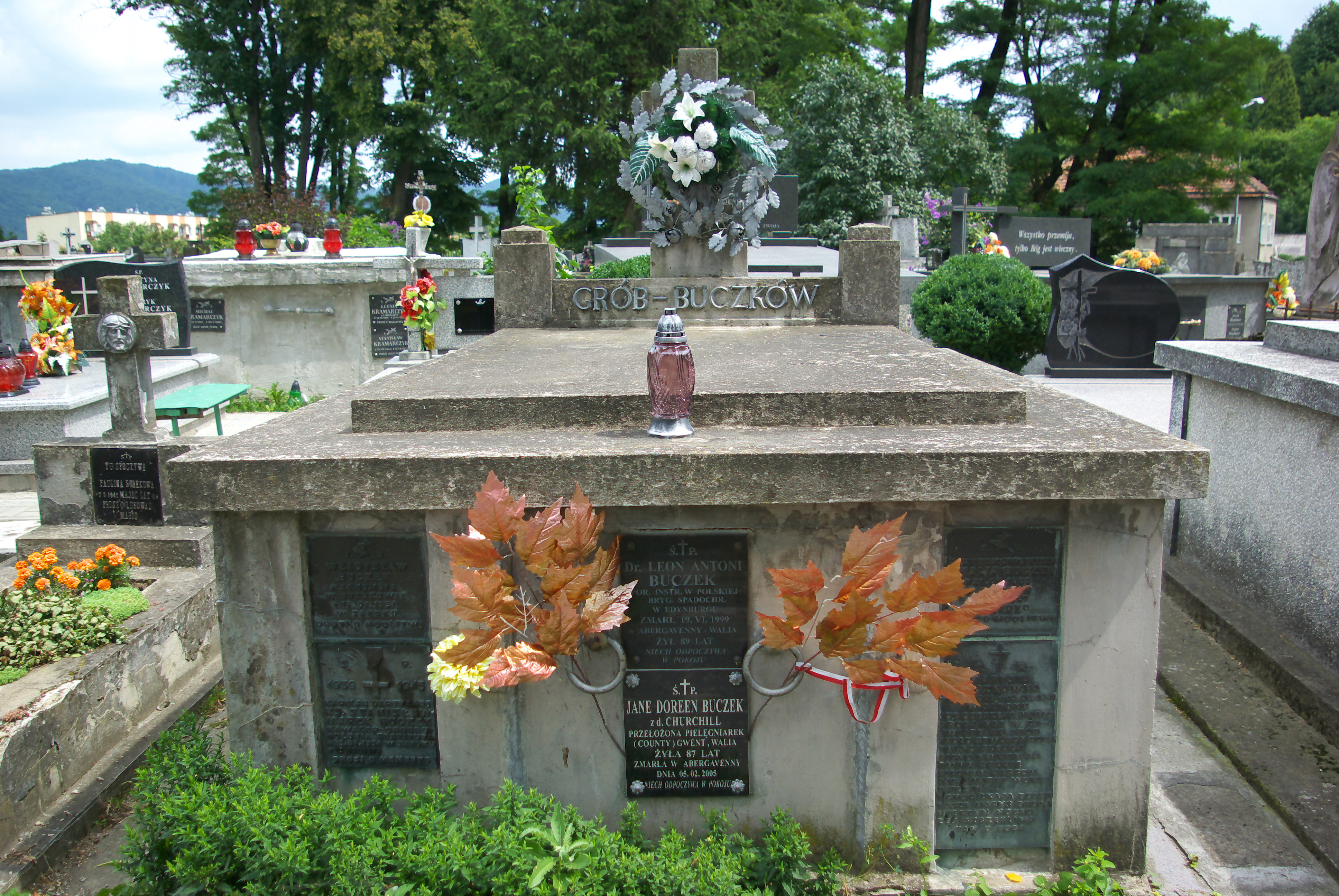
Grobowiec rodziny Buczków na cmentarzu w Sanoku

## Ordery i odznaczenia
- Krzyż Komandorski Orderu Odrodzenia Polski (1979)[28][22]
- Krzyż Kawalerski Orderu Odrodzenia Polski (1964)[48]
- Medal Wojska[22]
- Złoty Krzyż Zasługi (1959)[48]
- Krzyż Partyzancki (1959)[48][49]
- Srebrny Krzyż Zasługi (22 lipca 1953)[5][48]
- Medal Zwycięstwa i Wolności 1945 (1957)[48]
- Medal „Za zasługi dla obronności kraju” (1970)[50]
- Krzyż Armii Krajowej[22]
- Odznaka Grunwaldzka (1957)[48]
- Oficerski Krzyż Zasługi Polskich Sił Zbrojnych (1970)[50]
- Krzyż Alianckiego Partyzanta (Francja, 1970)
- Inne odznaczenia[28][a]